# Hypselognathus
Hypselognathus es un género de peces de la familia Syngnathidae, del orden Syngnathiformes. Este género marino fue descrito por primera vez en 1948 por Gilbert Percy Whitley.

## Especies
Especies reconocidas del género:
- Hypselognathus horridus C. E. Dawson & Glover, 1982
- Hypselognathus rostratus (Waite & Hale, 1921)